# Hyperolius kihangensis
Espèce
Statut de conservation UICN

 EN B1ab(iii) : En danger
Hyperolius kihangensis est une espèce d'amphibiens de la famille des Hyperoliidae.

## Répartition
Cette espèce est endémique de Tanzanie. Elle se rencontre à environ 1 740 m d'altitude dans les monts Udzungwa,.

## Publication originale
- Schiøtz, 1999 : Treefrogs of Africa. Frankfurt am Main, Germany, Edition Chimaira, p. 1-350.